# Западнопапуасские языки
Западнопапуасские языки — группа (фила) папуасских языков, распространённых на территории Индонезии. Общее число языков, согласно Ethnologue — 23.

## Классификация
1. Кебарские языки
  1. Язык мпур
2. Северохальмахерские языки
  1. Северные
    1. Галела-лолодские языки
      1. Язык галела
      2. Язык лаба[1]
      3. Язык лолода[2]

    2. Као-риверские языки
      1. Язык као
      2. Язык модоле
      3. Язык пагу

    3. Шаруйские языки
      1. Язык ваиоли
      2. Язык гамконора
      3. Язык ибу
      4. Язык саху

    4. Тобарские языки
      1. Язык табару

    5. Тобельские языки
      1. Тобело
      2. Язык тугутиль

    6. Западномакианские языки
      1. Западномакианский язык

  2. Южные
    1. Язык тернате
    2. Язык тидоре
3. Хаттамские языки
  1. Язык хатам
4. Языки полуострова Чендравасих
  1. Языки севера и центра полуострова Чендравасих
    1. Языки севера полуострова Чендравасих
      1. Язык абун

    2. Языки центра полуострова Чендравасих
      1. Язык маи-брат
      2. Язык карон-дори

  2. Языки запада полуострова Чендравасих
    1. Язык техит
    2. Язык калабра
    3. Язык мораид
    4. Язык мои
    5. Язык сегет